# Sloveč
Sloveč (en allemand : Slowetsch) est une commune du district de Nymburk, dans la région de Bohême-Centrale, en République tchèque. Sa population s'élevait à 497 habitants en 2020.

## Géographie
Sloveč se trouve à 18 km au nord-est de Poděbrady, à 21 km à l'est-nord-est de Nymburk et à 66 km à l'est-nord-est de Prague.
La commune est limitée par Kněžice au nord, par Nový Bydžov à l'est, par Běrunice au sud, par Městec Králové au sud-ouest et par Záhornice au nord-ouest.

## Histoire
La première mention écrite de la localité date de 1278.

## Administration
La commune se compose de trois quartiers :
- Kamilov
- Sloveč
- Střihov